# اودت انابل
اودت جولیت انابل (به انگلیسی: Odette Juliette Annable) بازیگر زاده ۱۹۸۵ میلادی در شهر لس آنجلس، کالیفرنیا واقع در ایالات کالیفرنیا است.
وی در فیلم تغییرشکل دهندگان اکشن، علمی تخیلی محصول سال ۲۰۰۷ را بازی کرد؛ و درفیلم‌های دیگر کلاورفیلد، بدل متولدنشده که یک فیلم ترسنک و مهیج را بازی کرد. اودت انابل در سریال‌های مانک، دختر جدید و سوپرگرل هم نقش آفرینی کرد و در سریال پربیننده دکتر هاوس محصول ۲۰۰۴ تا ۲۰۱۲ که نزدیک به ۲۰ میلیون بیننده داشت ایفای نقش کرد. این سریال تاکنون برنده جوایزی
از جمله جایزه امی که برترین جایزه شبکه تلویزیونی آمریکا است شده هست.
او در فیلم‌های دوباره تو و عملیات بازی کرده‌است.